# Gołomianka duża
Gołomianka duża (Comephorus baikalensis) – gatunek drapieżnej, słodkowodnej ryby skorpenokształtnej z rodziny gołomiankowatych (Comephoridae).

## Występowanie
Gatunek endemiczny jeziora Bajkał na Syberii.

## Cechy charakterystyczne
- ciało wydłużone, bez łusek, przezroczyste,
- bardzo długie płetwy piersiowe
- żyworodne
- Od drugiego z gatunków gołomianki – Comephorus dybowskii – różni się morfologicznie znacznie większym rozmiarem oczu i dłuższą linią boczną, również długość ciała jest większa.

## Inne cechy
- Samice osiągają do 21 cm długości, choć zazwyczaj dorosłe samice mają 19,8 cm. Samce są mniejsze, średni wymiar to 13,4 cm.
- Żyją do 8 lat.
- Ciało samicy gołomianki dużej zawiera 40% tłuszczu.

## Rozmnażanie
- Dojrzałość płciową osiągają w wieku 3 lat mając rozmiar blisko 160 mm, larwy przychodzą na świat w większości pod koniec lipca i w sierpniu. Po porodzie przeważnie dochodzi do masowego wymierania samic.

## Ekologia
Zamieszkuje wody dość głębokie i otwarte. W lecie przebywa w wodach znacznie głębszych (ponad 1600 do 300 m) niż w zimie (25–400 m). Oprócz zmienności strefy głębokościowej w zależności od pory roku, obserwuje się także wyraźne migracje dobowe, np. zimą zasiedlają nocą płytsze strefy niż w dzień. Młode odżywiają się prawie wyłącznie drobnymi widłonogami z gatunku Epischura baicalensis, natomiast dorosłe osobniki jedzą skorupiaki Macrohectopus branickii należące do rzędu obunogów, ale także larw obu gatunków gołomianki. 
Gołomianka stanowi jeden z głównych (do 28%) składników diety foki bajkalskiej, a młode są ważnym pokarmem omula i innych ryb.

## Użytkowanie przez człowieka
Bez znaczenia, w przeszłości z padłych naturalnie ryb wytapiano tłuszcz w celach leczniczych, eksportowano go także do Chin.

## Badacze
Jednym z czołowych badaczy tego gatunku był Benedykt Dybowski. Był pierwszym naukowcem, który złowił i zbadał żywy egzemplarz gatunku. Odkrył on, że wbrew wcześniejszym poglądom gołomianka duża jest żyworodna, stwierdził też przyczynę masowej śmiertelności samic gołomianki (w trakcie porodu pękają ich powłoki brzuszne) oraz przeprowadził pierwsze obszerne badania nad trybem życia i strukturą populacji, których wyniki są aktualne do dziś. Wyniki prac o gołomiance opublikował w pismach naukowych w Irkucku, ale także w Wiedniu i Pradze.